# Фармакокінетика
Фармакокінетика (від грец. φαρμακον — ліки, отрута, зілля, κινητικός — те, що стосується руху) — розділ фармакології, який вивчає надходження (шляхи введення), всмоктування (абсорбцію), розподіл, перетворення (біотрансформацію, метаболізм) лікарських засобів (ЛЗ) в організмі, виведення (екскрецію, елімінацію) їх з організму, а також залежність ефективності та переносимості препаратів залежно від цих процесів.

## Загальні відомості
Розрізняють клінічну й експериментальну фармакокінетику. Клінічна фармакокінетика досліджує процеси надходження, розподілу, біотрансформації та екскреції лікарських речовин, а також виявлення зв'язків між концентрацією лікарської речовини і (чи) її метаболітів у біологічних рідинах і тканинах та фармакологічним ефектом. Клінічна фармакокінетика визначає таке дозування АФІ, яке забезпечує їх необхідну концентрацію в середовищах організму для досягнення оптимального лікувального ефекту.
Головне завдання експериментальної фармакокінетики — вивчення трансформації лікарських засобів (ЛЗ) в організмі тварин у нормі і при моделюванні різних захворювань.

## Основні показники
Для визначення фармакокінетичних показників організм людини чи експериментальної тварини розглядається як особливе біологічне середовище, де відбувається розподіл лікарських засобів в органах, тканинах, клітинах, субклітинних структурах, біотрансформація, а також взаємодія лікарських речовин з тканинними рецепторами.
Одним з основних показників, що визначають ефективність лікарських засобів, є концентрація лікарської речовини в ділянці рецептора або тканини, де відбувається їх взаємодія. Визначити концентрацію лікарських речовин в організмі людини, в окремому органі чи тканині практично неможливо. Для визначення фармакокінетичних параметрів реєструють кількість лікарської речовини в крові, оскільки здебільшого існує залежність між концентрацією речовини в крові і в ділянці рецептора. Ґрунтуючись на отриманих даних, будують графік — фармакокінетичну криву. На осі ординат зазначають концентрацію речовини у плазмі крові, а на осі абсцис — термін дослідження.
Нижче наведено найчастіше вимірювані фармакокінетичні показники: Одиниці дози в таблиці виражаються в молях (моль) і молярній концентрації (М). Щоб виразити показники таблиці в одиницях маси замість кількість речовини, замініть «моль» на «г», а «M» на «г/дм3».
| Поняття                                          | Опис | Символ                         | Одиниці вимірювання  | Формула                                                   | Приклад           |
| ------------------------------------------------ | --- | ------------------------------ | -------------------- | --------------------------------------------------------- | ----------------- |
| Доза                                             | Кількість призначеного препарату. | D                              | моль                 | Параметр для формул                                       | 500 ммоль         |
| Інтервал дозування                               | Часовий проміжок між прийманням ліків. | τ                              | с                    | Параметр для формул                                       | 24 год            |
| Найвища концентрація,                            | Найвища концентрація речовини у плазмі крові. | Cmax                           | М                    | Пряме вимірювання                                         | 60.9 ммоль/л      |
| Максимальний час                                 | Час, протягом якого досягається Cmax. | tmax                           | с                    | Пряме вимірювання                                         | 3.9 год           |
| Мінімальна концентрація                          | Найнижча концентрація, лікарського засобу, щодосягається до введення наступної дози. | Cmin                           | М                    | Пряме вимірювання                                         | 27.7 ммоль/л      |
| Об'єм розподілу                                  | Умовний об'єм рідини, необхідний для рівномірного розподілу (розчину) введеної дози ліків до концентрації, що визначається в крові в момент дослідження.                                                  | Vd                             | м3                   | {\displaystyle {D \over C_{0}}}                           | 6.0 л             |
| Концентрація речовини                            | Кількість препарату в певному об'ємі плазми крові. | Сk                             | М                    | {\displaystyle {D \over V_{d}}}                           | 83.3 ммоль/л      |
| Період напіввиведення                            | Час, протягом якого концентрація медикаменту зменшується вдвічі. | t1/2                           | с                    | {\displaystyle {ln(2) \over k_{e}}}                       | 12 год            |
| Константа елімінації                             | Швидкість виведення речовини з організму. Виражається у частці речовини, що виводиться з організму за одиницю часу.                                                                                       | kel                            | с−1                  |                                                           | 0.0578 год−1      |
| Швидкість введення                               | Швидкість введення, яка необхідна для підтримання терепевтичної дози в організмі. | kin                            | моль/с               | {\displaystyle C*Cl}                                      | 50 ммоль/год      |
| Площа під кінетичною кривою "концентрація – час" | ПКК при лінійній кінетичній кривій (лінійній залежності) пропорційна кількості ліків, що знаходяться в системному кровотоку.                                                                              | ПКК[уточнити термін][джерело?] | М*с                  | {\displaystyle \int _{0}^{\infty }C\operatorname {d} \!t} | 1,320 ммоль/л*год |
| Площа під кінетичною кривою "концентрація – час" | ПКК при лінійній кінетичній кривій (лінійній залежності) пропорційна кількості ліків, що знаходяться в системному кровотоку.                                                                              | ПКК                            | М*с                  | {\displaystyle \int _{t}^{t+\tau }C\operatorname {d} \!t} | 1,320 ммоль/л*год |
| Кліренс                                          | Умовний об'єм плазми крові, що звільняється від лікарської речовини за одиницю часу. | Cl                             | м3/с                 |                                                           | 0.38 л/год        |
| Біодоступність                                   | Відносна кількістю ліків, що взаємодіє з тканинними рецепторами. Різниться в залежності від хімічної будови речовини, технології виготовлення лікарської форми, від ступеня абсорбції ліків у кров та ін. | {\displaystyle f}              | Безрозмірна величина |                                                           | 0.8               |

### Методи досліджень фармакокінетики
Фармакокінетика розвинулась значною мірою за останні чотири десятиріччя, широко використовуючи фізико-хімічні, біохімічні, математичні, статистичні, радіоімунні, ферментохімічні, спектрофотометричні, хроматографічні, полярографічні методи дослідження для встановлення загальних закономірностей взаємодії лікарської речовини і тканинних мішеней.
Біоаналітичні методи необхідні для побудови кривої "концентрація – час". Для вимірювання концентрації ліків у біологічній рідині, найчастіше в плазмі, застосовують хімічні методи. Точні біоаналітичні методи повинні бути вибірковими та чутливими. Наприклад, мікроскопічний термофорез може бути використаний для кількісної оцінки впливу біологічної рідини на спорідненість лікарського засобу до його мішені.

### Фармакокінетичні властивості
Фармакокінетичні властивості у хімії ліків — властивості молекул ліків, що визначають їхню здатність досягнути місця зв'язування цільової біомакромолекули, а також покинути це місце.

## Основні процеси
Основні процеси фармакокінетики:
- Введення
- Всмоктування
- Розподіл
- Перетворення (біотрансформація, метаболізм)
- Виведення (елімінація; екскреція)

### Введення
Перший етап обумовлений шляхом введення препарату в організм та вивільненням ліків із лікарської форми.
Речовина може введена ентерально (через травний тракт) та парентерально (минаючи ШКТ). До ентерального належать такі способи: пероральний (проковтування лікарського засобу з подальшим проходженням його травним каналом), сублінгвальний (введення медикаментів під язик) та суббукальний (на слизову щоки), ректальний (у пряму кишку), через зонд.
При сублінгвальному і суббукальному шляхах уведення всмоктування починається досить швидко, препарати виявляють загальну дію, обминають печінковий бар'єр, не вступають у контакт з хлористоводневою кислотою шлунка і ферментами травного каналу. Ентеральний шлях найпростіший і найзручніший для хворого, не вимагає умов стерильності. Але таким чином лікарські засоби піддаються впливу травних соків і можуть втрачати свою активність. Наступний шлях забезпечує вищу біодоступність ЛЗ, оскільки всмоктуються із просвіту прямої кишки через систему нижньої порожнистої вени, таким чином оминаючи печінку. Ректально лікарські засоби вводять у вигляді супозиторіїв (свічок) або клізм.
Парентеральні способи введення лікарські засоби: трансдермально, інгаляційно таін'єкційні (внутрішньовенно, вн.-м'язово, вн.-артеріально, підшкірно, вн.-порожнинно, субарахноїдально, субдурально, субокципітально, внутрішньокістково та ін.).
Трансдермальний (нашкірний) шлях широко використовується в дерматології для безпосереднього впливу на патологічний процес. Деякі речовини мають високу ліпофільність, можуть частково проникати через шкіру, всмоктуватись у кров і виявляти загальну дію. Під час інгаляції, вдихання газоподібних або дрібнодиспергованих твердих і рідких лікарських засобів (аерозолів) забезпечує майже таке саме швидке потрапляння їх у кров, як і введення у вену, не супроводжується травмуванням від ін'єкційної голки, що є важливим стосовно дітей, осіб похилого віку і виснажених хворих.
Проте найпоширенішим із парентеральних шляхів уведення є ін'єкційний. Введення у шкіру використовують переважно з діагностичною метою, а також при вакцинації. Підшкірний та внутрішньом'язовий способи використовують у разі неможливості введення речовин через рот або в вену, а також для подовження фармакотерапевтичного ефекту. Внутрішньовенне введення зберігає час, потрібний для всмоктування медикаментів при інших шляхах введення, дає можливість швидко створити в організмі максимальну їх концентрацію і одержати чіткий лікувальний ефект, що дуже важливо у випадках надання невідкладної допомоги. Введення в артерію дозволяє створити в ділянці кровопостачання даною артерією високу концентрацію лікарського засобу. Таким шляхом інколи вводять протипухлинні засоби. Лікарські засоби, які погано проникають через гематоенцефалічний бар'єр, можуть бути введені під оболонки мозку — субарахноїдально, субдурально, субокципітально.

### Всмоктування
Це процес проникнення крізь біологічні мембрани в судинне русло і в тканини до специфічного клітинного рецептора. Процес всмоктування лікарських засобів залежить від способу проникнення (транспорту) їх з місця введення у внутрішнє середовище організму, відокремлене бар'єрними мембранами. Незважаючи на різноманітність цих біологічних структур, принцип проникнення через них подібний. В основі його лежать такі механізми: пасивна дифузія, полегшена дифузія, фільтрація, активний транспорт, піноцитоз.
Пасивна дифузія відбувається без витрат енергії і можлива у двох протилежних напрямах — всередину клітин і назовні. Напрям і швидкість пасивної дифузії визначаються різницею концентрацій речовини по обидва боки мембрани. При полегшеній дифузії відбувається транспорт лікарських засобів через біологічні мембрани за участю молекул специфічних носіїв. Речовини нерозчинні в ліпідах, погано дифундують через біологічні мембрани і можуть частково проникати всередину клітини шляхом фільтрації через пори клітинної оболонки. Діаметр пор у мембранах епітелію кишок не перевищує 1 нм [1] тому через них проникають тільки вода, деякі іони (Na+, К+), а також дрібні гідрофільні молекули (наприклад, сечовина). Інтенсивність фільтрації залежить від гідростатичного й осмотичного тиску. Активний транспорт — це перенесення молекул лікарських засобів через біологічні мембрани. Піноцитоз (від грец. pino — пити, поглинати, і грец. cytus — клітина) — це корпускулярна абсорбція, яка здійснюється шляхом втягування (інвагінації) поверхні мембрани з наступним утворенням везикули (вакуолі) навколо речовини, що транспортується як при фагоцитозі.
Науковопрактичні параметри визначення всмоктування:
- константа швидкості всмоктування
- біодоступність
- період напіввиведення

### Розподіл
Розподіл лікарського засобу в біологічних рідинах, органах і тканинах може бути рівномірним і нерівномірним. Істотне значення в розподілі лікарських засобів має їхня властивість розчинятися у воді або в ліпідах. Поряд з речовинами, що відносно рівномірно розподіляються в тканинах (спирт етиловий, сечовина, пентоксифілін), є такі, що вибірково накопичуються в жировій тканині, наприклад, тіопентал натрію, аміназин. Якщо в організмі людини надзвичайно велика кількість нейтрального жиру (ожиріння з надлишком маси тіла до 50 %), важливим фармакологічним чинником є депонування лікарських речовин у адипоцитах. Це може зменшувати ефективність лікування.
Лікарські засоби можуть накопичуватися у сполучній тканині (бензогексоній), у кістковій (тетрациклін). Місце накопичення і переважний вплив на даний орган не завжди збігаються. Так, аміназин переважно накопичується в легенях, а діє головним чином на центральну нервову систему, де його вміст значно менший. Серцеві глікозиди накопичуються в надниркових залозах, а основний ефект їх полягає у стимуляції міокарда.

### Перетворення
Біотрансформація (перетворення) лікарських засобів — це біохімічні процеси перетворення (метаболізму) ЛЗ із зміною їхніх фармакологічних властивостей і утворенням метаболітів, які можуть виводитись з організму.
Метаболізм лікарських засобів здійснюється за двома напрямками: зі зменшенням фармакологічної активності та токсичності і з підвищенням фармакологічної активності та токсичності. В організмі більшість ЛЗ піддається метаболічним (фізико-хімічним, біохімічним) перетворенням, або біотрансформації, з утворенням полярних, тобто водорозчинних, сполук (метаболітів), здатних досить легко виводитися з організму. Ці сполуки, як правило, втрачають фармакологічну активність і стають менш токсичними. Наприклад, місцевий анестетик прокаїн гідролізується естеразами з утворенням діетиламіноетанолу і параамінобензойної кислоти. Ці сполуки не мають місцевознеболюючої активності. Утворені метаболіти можуть бути активнішими, ніж введені речовини. Так, антидепресант амітриптилін у процесі біотрансформації перетворюється в нортриптилін, який відрізняється вищою фармакологічною активністю. Спирт етиловий перетворюється в організмі в етиловий альдегід, що значно токсичніший.
Лікарські засоби, в тому числі різні хімічні сполуки (ксенобіотики), підлягають біотрансформації в різних органах і тканинах організму, але найактивніше — в печінці (особливо якщо препарати вводять через травний канал), яка виконує дезінтоксикаційну, бар'єрну, екскреторну та інші функції. Біотрансформація відбувається також у нирках, стінці кишечника.

### Виведення
Екскреція (елімінація) лікарського засобу або його метаболітів з організму є завершальним етапом взаємодії лікарського засобу і організму є виведення (екскреція) препарату (або його метаболітів) різними органами і тканинами: нирками, печінкою, легенями, слизовою оболонкою травного каналу, сльозовими, потовими, молочними (під час лактації) залозами та ін. Основним шляхом виведення багатьох лікарських засобів і їх метаболітів з організму є ниркова екскреція (канальцева секреція і реабсорбція) та фільтрація у ниркових клубочках.
Для кількісної оцінки процесів виведення (елімінації) ліків з організму використовують такі показники, як: константа швидкості елімінації — Кел, період напівжиття (напіввиведення) — Т½(Т0,5), та кліренс — CL або Cl. Кел — це відсоток зниження концентрації ЛЗ за одиницю часу або швидкість його виведення з організму. Чим вище Кел, тим швидше ЛЗ виводиться з крові. Т½ — характеризує час, впродовж якого концентрація ЛЗ у крові знижується у 2 рази (на 50 %). Загальний кліренс препарату (Cl) — це умовний об'єм крові чи її плазми, що очищається від ЛЗ за одиницю часу.